# Ossido di magnesio
L'ossido di magnesio o magnesia è l'ossido del magnesio.
A temperatura ambiente si presenta come un solido bianco inodore. Talvolta l'ossido di magnesio MgO, prodotto di calcinazione della magnesite (MgCO3), viene indicato con il termine magnesia. Calcinando la magnesite tra 300 e 1200 °C (a seconda del tempo di permanenza nel forno di cottura) si ottiene la magnesia leggera, detta anche magnesia caustica, impiegata nei cementi Sorel. A temperature più elevate, tra i 1.200 ed i 1.800 °C si ottiene invece la magnesia pesante, usata per materiali refrattari basici. Un interessante esperimento che permette di produrre ossido di magnesio consiste nello scaldare una strisciolina di magnesio al becco Bunsen. Con una reazione esotermica il magnesio si ossida sviluppando una intensa fiamma bianca secondo la reazione:
{\displaystyle {\ce {2Mg + O2 -> 2MgO}}}